# Рекечунь
Рекечунь, Рекечуні (рум. Răcăciuni) — село у повіті Бакеу в Румунії. Адміністративний центр комуни Рекечунь.
Село розташоване на відстані 221 км на північ від Бухареста, 27 км на південь від Бакеу, 102 км на південний захід від Ясс, 128 км на північний захід від Галаца, 130 км на північний схід від Брашова.

## Населення
За даними перепису населення 2002 року у селі проживали 3028 осіб. Рідною мовою 3021 особа (99,8%) назвала румунську.
Національний склад населення села:
| Національність | Кількість осіб | Відсоток |
| -------------- | -------------- | -------- |
| румуни         | 3014           | 99,5%    |
| цигани         | 9              | 0,3%     |